# Donskoi
Donskoi este un oraș din Regiunea Tula, Federația Rusă. Este situat pe cursul superior al Donului, la o distanță 8 km S de Novomoskovsk și de 52 km SE de Tula. A primit statut de oraș din anul 1939.

## Economie
Principalele unități absorbante de forță de muncă din oraș sunt:
- OAO Donskaïa Mebel (ОАО "Донская Мебель") - produce mobilă de birou
- OAO Dokofa (ОАО "Докофа") - articole din piele